# Eschborn–Frankfurt 2025
62. ročník jednodenního cyklistického závodu Eschborn–Frankfurt se konal 1. května 2025 v německém městě Frankfurt nad Mohanem a okolí. 
Vítězem se stal Australan Michael Matthews z týmu Team Jayco–AlUla . Na druhém a třetím místě se umístili Dán Magnus Cort  (Uno-X Mobility) a Španěl Jon Barrenetxea (Movistar Team). 
Závod byl součástí UCI World Tour 2025 na úrovni 1.UWT a byl dvacátým prvním závodem tohoto seriálu.

## Týmy
Závodu se zúčastnilo 14 z 18 UCI WorldTeamů a 4 UCI ProTeamy. Celkem se na start postavilo 127 závodníků. Do cíle ve Frankfurtu nad Mohanem dojelo 92 z nich.
UCI WorldTeamy
- Alpecin–Deceuninck
- Arkéa–B&B Hotels
- Cofidis
- EF Education–EasyPost
- Intermarché–Wanty
- Lidl–Trek
- Movistar Team
- Red Bull–Bora–Hansgrohe
- Soudal–Quick-Step
- Team Bahrain Victorious
- Team Jayco–AlUla
- Team Picnic PostNL
- UAE Team Emirates XRG
- XDS Astana Team

UCI ProTeamy
- Israel–Premier Tech
- Q36.5 Pro Cycling Team
- Tudor Pro Cycling Team
- Uno-X Mobility

## Výsledky
| Pořadí | Jezdec                        | Tým                     | Čas        |
| ------ | ----------------------------- | ----------------------- | ---------- |
| 1      | Michael Matthews (AUS)        | Team Jayco–AlUla        | 4h 38' 33" |
| 2      | Magnus Cort (DEN)             | Uno-X Mobility          | + 0"       |
| 3      | Jon Barrenetxea (ESP)         | Movistar Team           | + 0"       |
| 4      | Neilson Powless (USA)         | EF Education–EasyPost   | + 0"       |
| 5      | Frederik Wandahl (DEN)        | Red Bull–Bora–Hansgrohe | + 0"       |
| 6      | Albert Withen Philipsen (DEN) | Lidl–Trek               | + 0"       |
| 7      | Stefano Oldani (ITA)          | Cofidis                 | + 0"       |
| 8      | Marc Hirschi (SUI)            | Tudor Pro Cycling Team  | + 0"       |
| 9      | Nico Denz (GER)               | Red Bull–Bora–Hansgrohe | + 0"       |
| 10     | Warren Barguil (FRA)          | Team Picnic–PostNL      | + 0"       |